# Izumi Garden Tower
La Izumi Garden Tower (泉ガーデンタワー?, Izumi Gāden Tawā, lett. "Torre della Primavera") è un grattacielo di 216 metri, circa 708 piedi, nel quartiere di Roppongi di Tokyo. La torre dispone di un hotel, appartamenti, un centro fitness, uffici, negozi e ristoranti. Quando la costruzione fu completata nel 2002, la torre era l'edificio più alto di Minato-ku, anche se da allora è stato superato dalla Mori Tower delle Roppongi Hills.
Il seminterrato della Izumi Garden Tower è collegato direttamente alla Stazione Roppongi-itchōme, sulla linea metropolitana di Tokyo Namboku.

## Inquilini degli uffici
- Lombard Odier & Cie, 41º piano
- Avex Group, 36º piano (dal 1º ottobre 2014)
- Naturally Plus, 35º piano
- RealWorld Inc., 34º piano
- LGT Bank, 33º piano
- Davis Polk & Wardwell, 33º piano
- WCL Co., Ltd., 30º piano
- Orrick, Herrington & Sutcliffe, 28º piano
- Credit Suisse, 24°-27° piani
- Skadden, Arps, Slate, Meagher & Flom, 21º piano
- Morningstar, 20º piano
- Electronic Arts, 18º piano
- Dresdner Kleinwort, 14° e 15° piani
- Allianz, 14º piano
- KPMG, 11° e 12° piani
- PacketVideo Japan Corporation, 10° e 13° piani
- SBI Holdings, 17°-21° piani

Piano non confermato:
- E-Trade

## Izumi Garden Residence
Collegato alla Izumi Garden Tower, tramite un sistema centrale e di scale mobili, è l'Izumi Garden Residence, un complesso di appartamenti di lusso di trentadue piani che si rivolge alle famiglie ricche, locali e straniere.

## Altri servizi
Izumi Tower e la sua zona centrale contengono diversi servizi e ristoranti, tra cui minimarket, banca, negozio di libri, clinica e parrucchiere, nonché i seguenti:
- Fitness Club Esforta
- Paul (panificio e caffetteria)
- Selfridge Cafe
- Tully's Coffee
- Ma Chambre (Ristorante francese)
- Tesoro Spanish Restaurant
- Warung Bali (Ristorante balinese)